# Popești (Iași)
Pour les articles homonymes, voir Popeşti.
Popeşti est une commune roumaine située dans le județ de Iași.

## Population
La population de Popești est de 4287 habitants en 2021.

## Monuments historiques
Onze éléments de la commune de Popești sont inclus dans la liste des monuments historiques du comté d’Iași en tant que monuments d’intérêt local. 
Cinq de ces sites sont des sites archéologiques : 
- le site de la colline Gagea au nord-nord-est du village de Doroscani ;
- le site de Dealul Viilor situé à 3,5 km au nord du même village ;
- le site de Gropul Morii à 1 km au nord-est du village de Harpasesti ;
- le site de Din Saraturi, à partir de 1,5 km à l’est-nord-est de Popești ;
- le site de la Movila, à 1 km au sud du même village.

Les six autres sont classés comme monuments architecturaux : 
- Église Saint-Nicolas (1857) de Doroscani ;
- Église Saint-Emperors (1833) de Harpasesti ;
- Église en bois de Saint-Gheorghe (1780) de Roscani ;
- Église en bois de Saint-Dumitru (1835) ;
- Église en bois de Saint-Treime (1700) de Popești ;
- L'ensemble du manoir Cantacuzino-Pascanu (XVIIe siècle), un ensemble situé dans le village de Popești et composé du manoir lui-même et de l’église Saint Ilie » (1776).

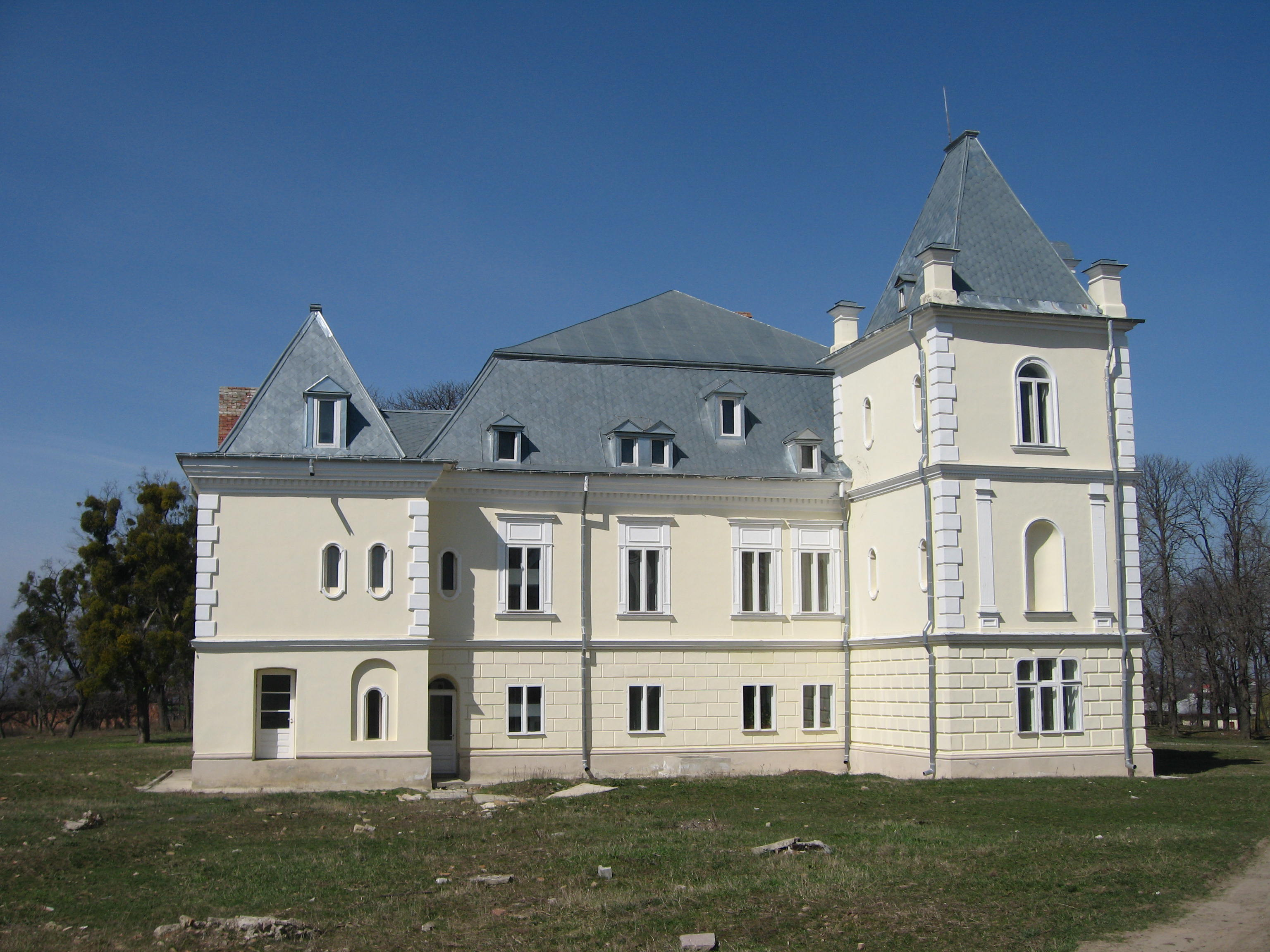
Manoir Cantacuzino-Pascanu (XVIIe siècle).